# William Harvey
William Harvey (Folkestone, 1 de abril de 1578 — Roehampton, 3 de junho de 1657) foi um médico britânico que, pela primeira vez, descreveu corretamente os detalhes do sistema circulatório do sangue ao ser bombeado, por todo o corpo, pelo coração.

## Biografia
Estudou Medicina no Gonville and Caius College, na Universidade de Cambridge, onde, em 1602, se doutorou. Estudou entre 1597 e 1601, em Pádua com Girolamo Fabrizi. Exerceu clínica em Londres e foi médico do St. Bartholomew's Hospital, sendo, em 1609, nomeado professor de Anatomia e Cirurgia no Royal College of Physicians.
Seus estudos inspiraram as ideias de René Descartes, que em sua "Descrição do Corpo Humano" disse que as artérias e as veias eram canos que carregavam nutrientes pelo corpo. Muitos acreditam que ele descobriu e expandiu as técnicas de medicina muçulmana, particularmente o trabalho de Ibn Al-Nafis, que lançou os primeiros estudos sobre a maioria das veias e artérias no século XIII. A descoberta de Harvey gerou diversas polêmicas, tanto entre ingleses quanto entre franceses. Na época em que a discussão decorria, os seus defensores eram apelidados pelos opositores de "circulatores", de forma a gerar um trocadilho latino, que se assemelhava a chamá-los de "charlatões". Jean Riolan, um anatomista francês, chegou a afirmar que a teoria era inviável e até mesmo prejudicial à vida humana.
Apesar da discussão que a sua descoberta desencadeou, as suas ideias acabaram por ser aceitas ainda durante a sua vida. Ele só não descobriu como o sangue passava do sistema arterial para o sistema venoso. Observações a respeito foram realizadas posteriormente por Malpighi e por Leeuwenhock, com o auxílio do microscópio, que visavam o estudo da rede de vasos capilares.
São também notáveis os seus estudos sobre a geração. Realizando trabalhos experimentais, utiliza os animais do parque do rei, concluindo que todo ser vivo provém de um ovo. Demitiu-se de todos os seus cargos em 1646, retirando-se para o campo, tendo recusado a presidência do Colégio dos Médicos para a qual tinha sido eleito em 1654.

## Contribuições na Biofísica
Harvey foi um dos primeiros cientistas a descrever o funcionamento do sistema circulatório, mais especificamente o movimento do sangue pelo interior dos vasos sanguíneos. Interessou-se pelos movimentos do coração de tal forma que não os coordenou com os movimentos respiratórios , deixando assim de lado o velho conceito segundo o qual, desde Cláudio Galeno, se atribuía uma importância excessiva à mistura no coração das moléculas de ar com as substâncias nutritivas.
Assim, Harvey por meio de estudos com animais vivos, nos quais ele observava o interior da cavidade torácica de um animal enquanto ainda vivo, constatou que o coração é um músculo que se contrai e enrijece, da mesma maneira que o bíceps quando se flexiona o cotovelo. Porém deduziu que o coração é um músculo diferente, já que é oco, e é responsável por bombear o sangue nos vasos sanguíneos e, como conhecia perfeitamente as válvulas em ninho de pombos existentes nas veias, também entendeu que, quando o coração se contrai para expulsar o sangue que lhe chegou através das veias, este é jorrado unicamente nas artérias. Logo, concluiu que: as veias levam o sangue ao coração e este o expulsa para as artérias quando há contrações cardíacas.
Ademais, a variação de cor do coração também foi um ponto estudado por Harvey. Este observou que quando relaxado, o sangue entra na cavidade maior, tornando-o mais vermelho. Enquanto ao estar duro e pequeno, o músculo fica mais claro do que na fase anterior, pois o espaço interno diminui, o que força o sangue para fora, de forma a empalidecer o coração.
Seus manuscritos, numa mistura de inglês com latim, são de difícil leitura, mas foram conservados no Museu Britânico e graças a esses manuscritos é que se sabe que sua teoria estava bem clara para que se pudesse dizer: “está provado, pela estrutura do coração, que o sangue é constantemente transferido dos pulmões para a aorta, como se fosse impulsionado por duas pancadas de um carneiro d’água”.

## De Motu Cordis("Sobre o Movimento do Coração e do Sangue")
Publicado em 1628 na cidade de Frankfurt, este livro de 72 páginas contém a primeira explicação acurada sobre a circulação sanguínea. Inicia-se com uma dedicatória clara e simples ao Rei Charles I, e divide-se em 17 capítulos descrevendo a anatomia e movimentação do coração e a consequente circulação do sangue pelo corpo. Tendo apenas lupas normais a sua disposição, Harvey não conseguiu as imagens mais tarde obtidas por Leeuwenhoek e seu microscópio: assim ele possuía uma teoria sólida, mas algumas partes do livro careciam de evidências práticas. Depois do primeiro capítulo que delineia as ideias anteriormente aceitas sobre o coração e os pulmões, Harvey avança para a premissa fundamental do seu tratado, enfatizando que é extremamente importante o estudo do coração enquanto está em funcionamento para entender seus movimentos; um objetivo que alcançou não sem dificuldades, como ele diz na obra:
"...Achei esta tarefa verdadeiramente árdua... que quase me levou a pensar que os movimentos do coração só poderiam ser entendidos por Deus. Pois sequer eu podia perceber de início da diferença entre a sístole e a diástole dada a rapidez dos movimentos".

## Publicações
- Harvey, William (1889). On the Motion of the Heart and Blood in Animals. Londres: George Bell and Sons. william harvey.
- Harvey, William (1993). The Circulation of the Blood and Other Writings. Traduzido por Franklin, Kenneth J. Londres: Everyman: Orion Publishing Group. ISBN 0-460-87362-8
- The Works of William Harvey. Robert Willis (translator). Londres: Sydenham Society. 1847 Inclui:
  - Uma dissertação anatômica sobre o movimento do coração e do sangue em animais
  - 2 dissertações dirigidas a John Riolan, incluindo refutações às objeções à circulação do sangue
  - Exercícios anatômicos sobre a geração de animais. Aos quais são adicionados
    - No parto
    - Sobre as membranas e humores uterinos
    - Na concepção

  - Exame anatômico do corpo de Thomas Parr
  - Cartas